# It's Not Just You, Murray!
Pour plus de détails, voir Fiche technique et Distribution.
It's Not Just You, Murray! est un court métrage américain réalisé par Martin Scorsese et sorti en 1964.

## Distribution
- Ira Rubin : Murray
- Sam DeFazio : Joe
- Andrea Martin : l'épouse
- Catherine Scorsese (en) : la mère
- Robert Uricola : le chanteur
- Bernard Weisberger :
- Victor Magnotta :
- Richard Sweeton :
- John Bicona :
- Dominick Grieco : Lefty
- Mardik Martin :